# Andrée Debar
Andrée Carmen Marguerite Debar, in Deutschland von 1941 bis 1944 als Margit Debar, (* 5. Mai 1920 in Maisons-Laffitte, Frankreich; † 24. Januar 1999 in Issy-les-Moulineaux, Frankreich) war eine französisch-luxemburgische Schauspielerin bei Bühne und Film sowie Filmproduzentin.

## Leben und Wirken
Andrée Debar wurde zwar in Frankreich geboren, wuchs aber in Luxemburg auf, wo sie ihre künstlerische Ausbildung am Konservatorium für Musik und Schauspiel erhielt. Da sie eine englische Großmutter besaß, wuchs die Künstlerin – neben den Muttersprachen luxemburgisch und französisch sprach sie auch deutsch und englisch – viersprachig auf. Kaum volljährig, erhielt sie 1940, dem Jahr, in dem ihr Gastland Luxemburg von der deutschen Wehrmacht besetzt wurde, ihre erste Filmrolle (in einem luxemburgischen Kurzfilm). Immerhin schien sie deutsche Produzenten auf sich aufmerksam gemacht zu haben, sodass man ihr unter dem eingedeutschten Namen Margit Debar 1941 an der Seite von Paul Kemp in der gänzlich unpolitischen Kleine-Leute-Geschichte Ein Windstoß die weibliche Hauptrolle übertrug. Zwei Jahre darauf wurde Margit Debar in einem Ensemblefilm über Alltag und Liebesleben junger Leute, Titel: Moselfahrt mit Monika, mit einer weiteren Hauptrolle bedacht. 
Bei Kriegsende wieder daheim, wirkte sie noch 1945, nunmehr als Andrée Debar, mit einer winzigen Rolle in Le bataillon du ciel mit, einem Film über die Endphase des Zweiten Weltkriegs und die Befreiungsaktionen aus der Luft des französischen Widerstands. Anschließend nahm die junge Künstlerin bis 1949 Schauspielunterricht bei Marcelle Géniat und ging gemeinsam mit Jean Cocteau, Jean Marais und Gabrielle Dorziat auf Gastspielreise in den Nahen Osten. Wieder zurück in Frankreich, gab man ihr noch im selben Jahr die Haupt- bzw. Titelrolle der Agnes Bernauer in dem gleichnamigen, religiösen Drama, das erst mit dreijähriger Verspätung in den französischen Kinos anlief. Hier sah man sie erneut an der Seite ihrer Theaterkollegin Dorziat.
Debars spätere Rollen verkamen oftmals zur bloßen Routine, auch wenn sie mit Roberto Rossellini, Edmond T. Gréville und Jacqueline Audry, die ihr in zwei ihrer Filme die beiden androgynen Hauptrollen verschaffte, durchaus fähige Regisseure / Regisseurinnen zur Seite hatte. Nach ihrer Haupt- bzw. Titelrolle in Audrys Kostümstreifen Der Favorit der Zarin zog sich Andrée Debar von der Arbeit vor der Kamera zurück und versuchte sich, mit eher mäßigem Erfolg, in der Filmproduktion. Zuletzt nahm sie erneut einen Berufswechsel vor und betrieb mit einer Freundin ein Antiquitätengeschäft. Im Alter von 78 Jahren starb Debar an der Alzheimer-Krankheit.

## Filme (komplett)
Bis 1959 als Schauspielerin, ab 1960 als Produktionsleiterin bzw. Produzentin:
- 1940: La Chanson de l'eau (Kurzfilm)
- 1941: Ein Windstoß
- 1943/52: Moselfahrt mit Monika
- 1945: Le Bataillon du ciel
- 1948: Une mort sans importance
- 1949: Le Paradis des pilotes perdus
- 1949: Agnes Bernauer (Le Jugement de Dieu)
- 1952: Tempête sur les Mauvents / Malaire
- 1952: Die sieben Sünden (Les sept péchés capitaux) (Episode „L’invidia“)
- 1952: Orient Express (TV-Serie, eine Folge)
- 1952: Le marchand de Vénise
- 1954: Der geheimnisvolle Gefangene (Il prigionero del re)
- 1955: Captain Gallant of the Foreign Legion (TV-Serie, eine Folge)
- 1955: Hafen des Verlangens / Mädchen verschwinden (Le Port du désir)
- 1956: Geheimer Krieg (Guilty?)
- 1957: Die Liebe gehört mir (La Garçonne)
- 1958: Les Gaîtés de l'escadrille
- 1958: Wenn die Flut kommt (L'Eau vive)
- 1959: Der Favorit der Zarin (Le secret du Chevalier d'Éon)
- 1960: Crésus
- 1963: Ein König allein (Un roi sans Divertissement)
- 1964: Pulverfaß und Diamanten (Le Gentleman de Cocody)
- 1968: Der Stern des Südens (L'Étoile du sud)
- 1969: Cannabis – Engel der Gewalt
- 1977: Monsieur Papa